# Steve Borthwick
Pour les articles homonymes, voir Borthwick.

a Compétitions nationales et continentales officielles uniquement.

b Matchs officiels uniquement.
Dernière mise à jour le 21 décembre 2015.
Stephen (Steve) William Borthwick, né le 12 octobre 1979 à Carlisle (Angleterre), est un joueur et entraîneur anglais de rugby à XV. Durant sa carrière de joueur, il joue au poste de deuxième ligne en équipe d'Angleterre et évolue en club avec Bath puis les Saracens.
Responsable des avants de l'équipe du Japon dont le rôle de sélectionneur est occupé par Eddie Jones, il occupe le même poste au sein du club anglais de Bristol avant de retrouver Eddie Jones à partir de 2016 au sein de l'équipe d'Angleterre. Depuis le 19 décembre 2022, il est sélectionneur de l'équipe d'Angleterre.

## Carrière de joueur

### En club

#### Bath Rugby
Borthwick rejoint Bath en 1998 en provenance des Preston Grasshoppers, il joue son premier match en décembre 1998 contre les Saracens. En parallèle, il continue ses études et sort diplômé d'économie et de politique de l'Université de Bath en 2003.
Borthwick connaît sa meilleure saison à Bath en 2003-04. Joueur essentiel en l'absence de nombreux joueurs partis disputer la Coupe du monde 2003, il marque de son empreinte la Premiership. Bath dispute et s'incline en finale de la Premiership face aux Wasps. Il fait partie des trois joueurs nommé pour le titre de joueur de l'année, trophée finalement attribuée à Simon Shaw.
Il est nommé capitaine à partir de la saison 2005-2006 par l'entraîneur Mike Foley.
Il annonce le 16 janvier 2008 qu'il rejoint les Saracens à partir de la saison suivante. Pour son dernier match avec Bath, Borthwick mène son équipe à la victoire en finale du Challenge européen 2007-2008.

#### Saracens

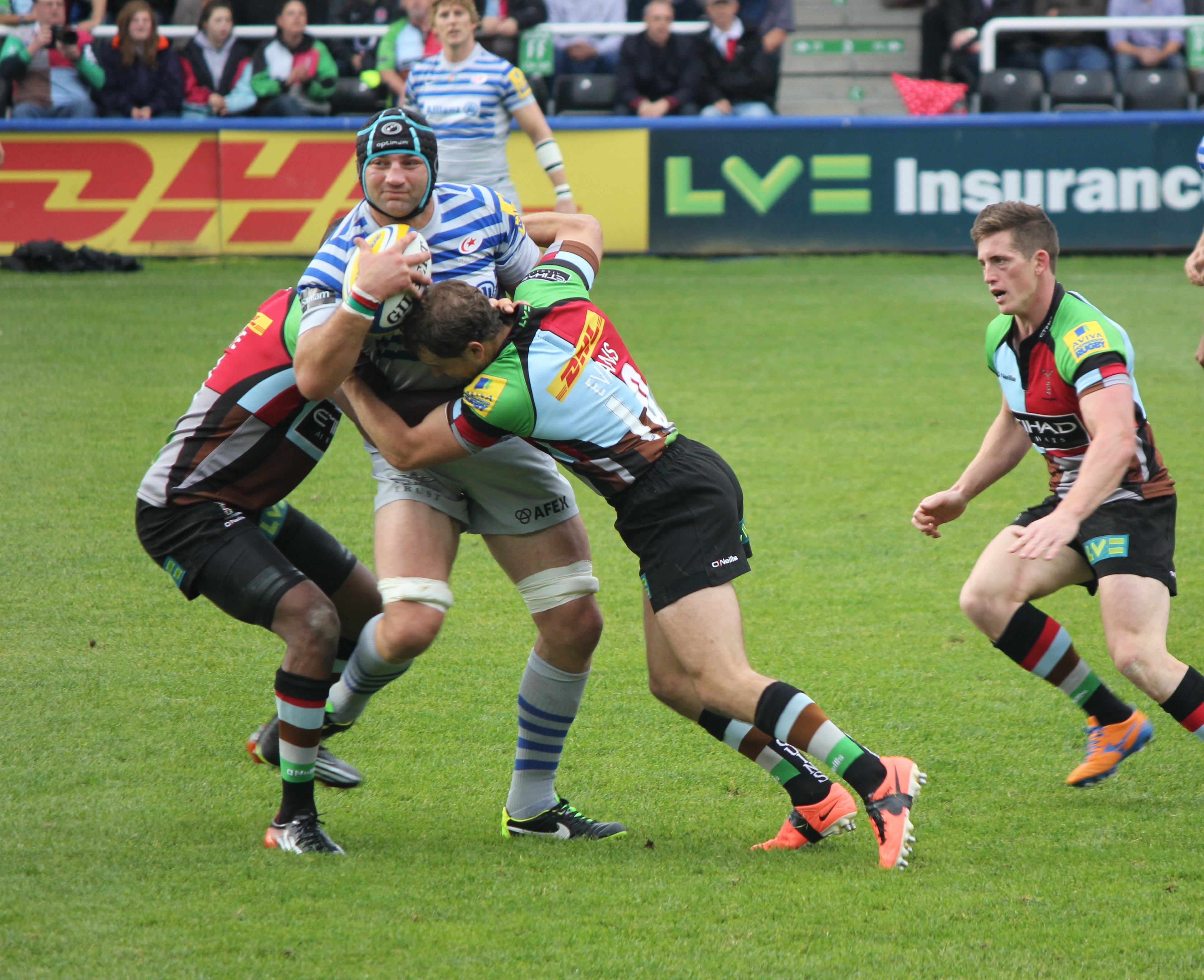
Steve Borthwick en 2013, ballon en main, avec les Saracens face aux Harlequins.

Steve Borthwick rejoint donc les Saracens lors de l'été 2008, pour un contrat de quatre ans et un salaire de 200 000 livres par saison. Dès son arrivée il est nommé co-capitaine, avec Andy Farrell, de son équipe par l'entraîneur Eddie Jones.
À partir de la saison 2009-2010, il est l'unique capitaine de l'équipe. Une blessure l'éloigne des terrains pendant une grande partie de la saison. Il fait son retour pour la finale de Premiership mais les Saracens s'inclinent face aux Leicester Tigers.
La saison suivante, il est titulaire et capitaine pour le premier titre de champion d'Angleterre des "Sarries", remporté face aux Leicester Tigers.
Il prolonge son contrat en août 2011.
En novembre 2013, il annonce prendre sa retraite en fin de saison. Il dispute et s'incline en finale de la Coupe d'Europe 2013-2014 face au RC Toulon. Il joue son dernier match professionnel le 31 mai 2014 lors de la finale du Championnat d'Angleterre 2013-2014 opposant son club aux Northampton Saints. Les Saracens s'inclinent 20 à 24 après prolongations.

### En équipe nationale
Il honore sa première cape internationale en équipe d'Angleterre le 7 avril 2001 contre l'équipe de France.
Il est sélectionné par Brian Ashton pour disputer la Coupe du Monde 2007 en France. L'Angleterre atteint la finale mais s'incline face à l'Afrique du Sud. Borthwick dispute trois matchs de poule (face aux Samoa, l'Afrique du Sud et les Tonga).
Après avoir été capitaine lors du Tournoi des Six Nations 2008. Il est officiellement nommé capitaine de l'équipe d'Angleterre à parti d'octobre 2008 par le nouveau sélectionneur Martin Johnson.
Il est retiré du groupe anglais en juillet 2010 et ne porte plus le maillot de l'équipe nationale.

## Carrière d'entraîneur

### Adjoint
De 2012 à 2014, Steve Borthwick conseille l'équipe du Japon sur le jeu des avants. À la fin de sa carrière, il intègre le staff du Japon jusqu'à la Coupe du monde de rugby à XV 2015 organisée en Angleterre et au pays de Galles. Responsable des avants, il retrouve Eddie Jones qu'il a déjà côtoyé aux Saracens. Avec le Français Marc Dal Maso (entraîneur de la mêlée), le Gallois Leigh Jones (entraîneur de la défense) et l'Anglais Steve Borthwick (entraîneur des avants), Eddie Jones s'entoure de l'un des meilleurs staffs possibles en vue de la Coupe du monde de rugby en Angleterre.
En octobre 2015, après la Coupe du monde 2015, il devient entraîneur des avants du club anglais de Bristol. En décembre 2015, il est recruté dans le staff du nouveau sélectionneur Eddie Jones en équipe d'Angleterre pour devenir l'entraîneur des avants à partir de 2016. Après des négociations, le club de Bristol accepte alors de le libérer. En 2020, le staff d'Eddie Jones est remanié, Borthwick est alors nommé entraîneur adjoint chargé des skills.

### Leicester Tigers
Il est nommé entraîneur en chef des Leicester Tigers à partir de la saison 2020-2021. Il atteint la finale du Challenge européen lors de sa première saison.
La saison suivante, son équipe remporte le championnat d'Angleterre 2021-2022, en s'imposant 15-12 en finale face aux Saracens. Son équipe réussit également l’exploit d’être en tête du classement durant l’ensemble de la saison régulière.

### Angleterre
En décembre 2022, Eddie Jones est limogé du poste de sélectionneur de l'équipe d'Angleterre. La Fédération anglaise choisit alors de nommer Steve Borthwick à partir du Tournoi des Six Nations 2023. Toutefois, sa première compétition à la tête de l'Angleterre est mitigée, les Anglais terminent à la quatrième place avec seulement deux victoires et notamment une cinglante défaite à domicile face aux Français sur le score de 53 à 10,.

## Palmarès

### En tant que joueur

#### En club
- Bath Rugby
  - Finaliste du Championnat d'Angleterre en 2004.
  - Vainqueur du Challenge européen 2008.
  - Finaliste du Challenge européen en 2003, 2007.
  - Finaliste de la Coupe d'Angleterre en 2005.
- Saracens
  - Vainqueur du Championnat d'Angleterre en 2011.
  - Finaliste du Championnat d'Angleterre en 2010 et 2014.
  - Finaliste de la Coupe d'Europe en 2014.

#### En équipe nationale
- Angleterre
  - 57 sélections en équipe d'Angleterre entre 2001 et 2010.
  - 2 essais (10 points).
  - Sélections par année : 5 en 2001, 3 en 2003, 8 en 2004, 6 en 2005, 5 en 2006, 5 en 2007, 7 en 2008, 8 en 2009 et 4 en 2010.
  - Tournois des Six Nations disputés : 2001 (vainqueur), 2004, 2005, 2006, 2008, 2009 et 2010.

En Coupe du monde :
- 2007 : vice-champion du monde, 3 sélections (Afrique du Sud, Samoa, Tonga).

### En tant qu'entraîneur
- Leicester Tigers
  - Vainqueur du championnat d'Angleterre en 2022.
  - Finaliste du Challenge européen en 2021.

### Son bilan en club
| Saison    | Club             | Division    | Poste                | Classement | Coupe d'Europe  | Challenge Européen |
| --------- | ---------------- | ----------- | -------------------- | ---------- | --------------- | ------------------ |
| 2020-2021 | Leicester Tigers | Premiership | Entraîneur principal | 6e         | —               | Finale             |
| 2021-2022 | Leicester Tigers | Premiership | Entraîneur principal | Champion   | Quart de finale | —                  |

### Son bilan en sélection
| Année | Sélection  | Poste                 | Tournoi                                | Coupe du monde      | Classement World Rugby en fin d'année |
| ----- | ---------- | --------------------- | -------------------------------------- | ------------------- | ------------------------------------- |
| 2014  | Japon      | Entraîneur des avants | Cinq Nations Asiatiques – Vainqueur    | n/a                 | 11e                                   |
| 2015  | Japon      | Entraîneur des avants | Asian Rugby Championship – Vainqueur   | 3e de la Poule B    | 10e                                   |
| 2016  | Angleterre | Entraîneur des avants | Six Nations – Vainqueur (Grand Chelem) | n/a                 | 2e                                    |
| 2017  | Angleterre | Entraîneur des avants | Six Nations – Vainqueur                | n/a                 | 2e                                    |
| 2018  | Angleterre | Entraîneur des avants | Six Nations – 5e                       | n/a                 | 4e                                    |
| 2019  | Angleterre | Entraîneur des avants | Six Nations – 2e                       | Finaliste (détails) | 3e                                    |
| 2023  | Angleterre | Sélectionneur         | Six Nations – 4e                       | Troisième           | 5e                                    |